# Listă de matematicieni membri ai Academiei Române
Aceasta este o listă de matematicieni membri ai Academiei Române.

## Membri titulari
- Emanoil Bacaloglu (1830-1891), fizician, chimist, matematician, membru titular (1879)
- Viorel P. Barbu (n. 1941), matematician, membru titular (1993)
- Gheorghe Călugăreanu (1902-1976), matematician, membru titular (1963)
- Constantin Corduneanu (n. 1928), matematician, membru titular (2015)
- Nicolae Dan Cristescu (n. 1929), matematician, membru titular (1992)
- Romulus Cristescu (1928-2021), matematician, membru titular (1990)
- Ioan Cuculescu (1936-2023), matematician, membru titular (2023)
- Lazăr Dragoș (1930-2009), matematician, membru titular (1992)
- Ștefan Fălcoianu (1835-1905), general, matematician, istoric, membru titular (1876)
- Alexandru Ghika (1902-1964), matematician, membru titular (1963)
- Mendel Haimovici (1906-1973), matematician, membru titular (1963)
- Spiru Haret (1851-1912), matematician și astronom, membru titular (1892)
- Caius Iacob (1912-1992), matematician, membru titular (1963)
- Marius Iosifescu (1936-2020), matematician, membru titular (2000)
- Mircea Malița (1927-2018), matematician, diplomat, eseist, membru titular (1991)
- Solomon Marcus (1925-2016), matematician, membru titular (2001)
- Gheorghe D. Marinescu (1919-1987), matematician, membru titular (1974)
- Octav Mayer (1895-1966), matematician, membru titular (1955)
- Gheorghe Mihoc (1906-1981), matematician, membru titular (1963)
- Radu Miron (1927-2022), matematician, membru titular (1993)
- Grigore Moisil (1906-1973), matematician, membru titular (1948)
- Petru Mocanu (1931-2016), matematician, membru titular (2009)
- Constantin Năstăsescu (n. 1943), matematician, membru titular (2016)
- Miron Nicolescu (1903-1975), matematician, membru titular (1955)
- Octav Onicescu (1892-1983), matematician, membru titular (1965)
- Gheorghe Păun (n. 1950), matematician, membru titular (2012)
- Petrache Poenaru (1799-1875), inginer, matematician, inventator, pedagog, membru titular (1870)
- Tiberiu Popoviciu (1906-1975), matematician, membru titular (1963)
- Ivan Singer (n. 1929), matematician, membru titular (2009)
- Simion Stoilow (1887-1961), matematician, membru titular (1945)
- Nicolae-Victor Teodorescu (1908-2000), matematician, membru titular (1963)
- Ioan Tomescu (n. 1942), matematician, membru titular (2021)
- Gheorghe Țițeica (1873-1939), matematician, membru titular (1913)
- Victor Vâlcovici (1885-1970), matematician, membru titular (1965)
- Gheorghe Vrănceanu (1900-1979), matematician, membru titular (1955)

## Membri corespondenți
- Marian Aprodu (n. 1970), matematician, membru corespondent (2022)
- Constantin Bănică (1942-1991), matematician, membru corespondent (1991)
- George Ciucu (1927-1990), matematician, membru corespondent (1974)
- Constantin Climescu (1844-1926), matematician, membru corespondent (1892)
- Mihnea Colțoiu (1954-2021), matematician, membru corespondent (2006)
- Neculai Culianu (1832-1915), matematician, astronom, membru corespondent (1889)
- Sorin Dăscălescu (n. 1964), matematician, membru corespondent (2021)
- Constantin Gogu (1854-1897), matematician, astronom, membru corespondent (1889)
- Dorin Ieșan (n. 1941), matematician, membru corespondent (2001)
- Ion Ionescu-Bizeț (1870-1946), inginer, matematician, membru corespondent (1919)
- Dimitrie Ioan Mangeron (1906-1991), matematician, membru corespondent (1990)
- Vasile Marinca (n. 1951), matematician, membru corespondent (2015)
- Nicolae Popescu (1937-2010), matematician, membru corespondent (1997)
- Aurel Rășcanu (n. 1950), matematician, membru corespondent (2022)
- Petre Sergescu (1893-1954), matematician, membru corespondent (1937)

## Membri post-mortem
- Dan Barbilian (1895-1961), matematician, poet, ales post-mortem (1991)

## Membri de onoare
- Theodor Angheluță (1882-1964), matematician, membru de onoare (1948)
- Cabiria Andreian Cazacu (1928-2018), matematician, membru de onoare (2006)
- David Emmanuel (1854-1941), matematician, membru de onoare (1936)
- Alexandru Myller (1879-1965), matematician, membru de onoare (1938)
- Constantin C. Popovici (1878-1956), matematician, astronom, membru de onoare (1946)
- Simion Sanielevici (1870-1963), matematician, membru de onoare (1948)
- Dimitrie D. Stancu (1927-2014), matematician, membru de onoare (1999)
- Tudor Zamfirescu (n. 1944), matematician , membru de onoare (2009)

## Membri de onoare din străinătate
- Haim Brézis
- Philippe G. Ciarlet
- Roberto Conti
- Arnaud Denjoy
- Nicolae Dinculeanu
- Ciprian Foiaș
- Jacques Hadamard
- Michael Röckner
- Daniel Tătaru
- Alexandru Zaharescu